# Washington Open 2022
Washington Open 2022 (numit Citi Open din motive de sponsorizare) este un turneu de tenis care se joacă pe terenuri cu suprafață dură. Este cea de-a 53-a ediție a Washington Open. Evenimentul face parte din ATP Tour 500 și din WTA 250. Se desfășoară la Centrul de tenis William H.G. FitzGerald din Washington, D.C., Statele Unite, în perioada 1 august – 7 august 2022.

## Campioni

### Simplu masculin
Pentru mai multe informații consultați Washington Open 2022 – Simplu masculin

### Simplu feminin
Pentru mai multe informații consultați Washington Open 2022 – Simplu feminin

### Dublu masculin
Pentru mai multe informații consultați Washington Open 2022 – Dublu masculin

### Dublu feminin
Pentru mai multe informații consultați Washington Open 2022 – Dublu feminin

## Puncte și premii în bani

### Distribuția punctelor
| Probă           | C   | F   | SF  | QF | R16 | R32 | R64 | Q   | Q2  | Q1  |
| Simplu masculin | 500 | 300 | 180 | 90 | 45  | 20  | 0   | 10  | 4   | 0   |
| Dublu masculin  | 500 | 300 | 180 | 90 | 0   | N/A | N/A | 45  | 25  | 0   |
| Simplu feminin  | 280 | 180 | 110 | 60 | 30  | 1   | N/A | 18  | 12  | 1   |
| Dublu feminin   | 280 | 180 | 110 | 60 | 1   | N/A | N/A | N/A | N/A | N/A |